# Рахім Стерлінг
Рахі́м Шакі́л Стерлінг (англ. Raheem Shaquille Sterling; нар. 8 грудня 1994 року, Кінгстон, Ямайка) — англійський футболіст ямайського походження, лівий вінгер клубу «Челсі». На умовах оренди грає за «Арсенал».

## Клубна кар'єра

### «Ліверпуль»
До переходу в «Ліверпуль» Стерлінг сім років пробув у складі молодіжної команди лондонського «Квінз Парк Рейнджерс».
У лютому 2010 року Стерлінг був підписаний «Ліверпулем» за суму в 600 тисяч фунтів стерлінгів, але ця сума могла вирости до 5 мільйонів залежно від кількості ігор за основну команду. За основний склад дебютував 1 серпня 2010 року у товариському матчі на передсезонних зборах проти менхегладбаської «Боруссії».
За молодіжну команду вперше забив «Гіберніану» 24 липня 2010 року. 15 грудня відзначився у матчі молодіжного кубка Англії проти «Ноттс Каунті». 14 лютого 2011 року в матчі того ж турніру Стерлінг забив п'ять м'ячів у ворота «Саутенд Юнайтед».
24 березня 2012 року у грі проти «Віган Атлетік» дебютував за основну команду в офіційних матчах.
20 жовтня 2012 року забив свій перший гол у чемпіонаті в матчі проти «Редінга».
8 лютого 2014 року відзначився дублем у воротах «Арсенала».
Швидко прогресуючи, став однією з ключових фігур у нападі «Ліверпуля», а за результатами 2014 року отримав нагороду Golden Boy найкращому молодому футболісту Європи. Протягом першої половини 2015 року тривали переговори щодо нового контракту гравця з клубом, проте сторони не змогли порозумітися щодо нового рівня заробітної платні.

### «Манчестер Сіті»
Після декількох пропозицій щодо переходу Стерлінга до «Манчестер Сіті», які були відхилені «Ліверпулем», 12 липня 2015 року було оголошено, що гравець переходить до манчестерського клубу за 44 мільйонів фунтів, ще 5 мільйонів його колишній клуб може отримати у вигляді бонусів. За два дні, гравець, що завдяки цьому переходу став найдорожчим англійським футболістом в історії, уклав з «Мансіті» п'ятирічний контракт.
Протягом свого першого сезону в Манчестері не демонстрував очікуваного від нього рівня гри й, враховуючи сплачену за нього суму, визнавався різноманітними опитуваннями та рейтингами найгіршим придбанням сезону.
Попри це залишався гравцем стартового складу команди і поступово знайшов своє місце у її тактичних побудовах. У сезоні 2017/18, в якому «Манчестер Сіті» став чемпіоном Англії, проявив і свої бомбардирські якості, забивши 18 голів у 33 матчах першості, поступившись за кількістю м'ячів, забитих за «Мансіті» того сезону, лише чистому форварду команди Серхіо Агуеро (21 гол).
У грудні 2018 року Стерлінг заявив, що деякі ЗМІ «розпалюють расизм». Ці коментарі з'явилися після того, як Стерлінг зазнав расистських образ під час поразки «Сіті» від «Челсі» з рахунком 0:2. У сезоні 2018-19 він потрапив у команду року Прем'єр-ліги за версією PFA і виграв нагороди «Молодий гравець року PFA» і «Футболіст року FWA».
У матчі FA Community Shield 2019 проти «Ліверпуля» 4 серпня Стерлінг забив перший гол у матчі, який завершився внічию 1:1; «Манчестер Сіті» у підсумку виграв титул з рахунком 5:4 по пенальті. У лютому 2020 року під час інтерв'ю «Diario AS» Стерлінга запитали, чи хотів би він колись грати за мадридський «Реал». У відповідь Стерлінг пояснив: «Ніхто не знає, що чекає на мене в майбутньому. Я гравець і завжди відкритий до викликів, але зараз мій виклик - «Сіті», і я справді щасливий».
Стерлінг забив свій 100-й гол у Прем'єр-лізі, реалізувавши пенальті у матчі з «Вулвергемптоном» 11 грудня 2021 року. Пізніше Стерлінг отримав нагороду «Гравець місяця Прем'єр-ліги» за грудень 2021 року.

### «Челсі»
13 липня 2022 року Стерлінг підписав з «Челсі» п'ятирічний контракт на суму 47,5 мільйонів фунтів стерлінгів. 6 серпня 2022 року він дебютував у складі клубу в гостьовому матчі проти «Евертона» (1:0). 27 серпня 2022 року Стерлінг забив свій перший гол за клуб в матчі проти «Лестер Сіті».

## Кар'єра у збірній
Представляв Англію на рівні молодіжних збірних U-16 і U-17. Він також мав право грати за національну збірну Ямайки, його мати Надін заявляла, що хоче аби її син виступав саме за цю країну на міжнародному рівні.
2011 року виступав за молодіжну збірну Англії на чемпіонаті світу серед 17-річних, де відзначився забитими голами у ворота Руанди та Аргентини.
14 листопада 2012 року в матчі проти Швеції Стерлінг дебютував за збірну Англії.
2014 року був включений до заявки збірної на тогорічний чемпіонат світу, на якому взяв участь в усіх трьох матчах групового етапу, в яких англійці здобули лише одну нічию і до стадії плей-оф не пробилися.
За два роки, на Євро-2016, також записав до свого активу три гри — дві гри групового етапу і програний ісландцям матч 1/8 фіналу.
16 травня 2018 року був включений до заявки національної команди на чемпіонат світу 2018.

## Статистика виступів

### Статистика клубних виступів
Станом на 8 жовтня 2023
| Сезон                      | Команда                    | Чемпіонат                  | Чемпіонат | Чемпіонат | Національний кубок | Національний кубок | Національний кубок | Континентальні кубки | Континентальні кубки | Континентальні кубки | Інші змагання | Інші змагання | Інші змагання | Усього | Усього |
| Сезон                      | Команда                    | Ліга                       | Ігор      | Голів     | Ліга               | Ігор               | Голів              | Ліга                 | Ігор                 | Голів                | Ліга          | Ігор          | Голів         | Ігор   | Голів  |
| -------------------------- | -------------------------- | -------------------------- | --------- | --------- | ------------------ | ------------------ | ------------------ | -------------------- | -------------------- | -------------------- | ------------- | ------------- | ------------- | ------ | ------ |
| 2011–12                    | «Ліверпуль»                | ПЛ                         | 3         | 0         | КА+КЛ              | 0+0                | 0                  | ЛЄ                   | 0                    | 0                    | -             | -             | -             | 3      | 0      |
| 2012–13                    | «Ліверпуль»                | ПЛ                         | 24        | 2         | КА+КЛ              | 1+1                | 0                  | ЛЄ                   | 10                   | 0                    | -             | -             | -             | 36     | 2      |
| 2013–14                    | «Ліверпуль»                | ПЛ                         | 33        | 9         | КА+КЛ              | 3+2                | 0+1                | -                    | -                    | -                    | -             | -             | -             | 38     | 10     |
| 2014–15                    | «Ліверпуль»                | ПЛ                         | 35        | 7         | КА+КЛ              | 5+4                | 1+3                | ЛЧ+ЛЄ                | 6+2                  | 0                    | -             | -             | -             | 52     | 11     |
| Усього за «Ліверпуль»      | Усього за «Ліверпуль»      | Усього за «Ліверпуль»      | 95        | 18        |                    | 16                 | 5                  |                      | 18                   | 0                    |               | -             | -             | 129    | 23     |
| 2015–16                    | «Манчестер Сіті»           | ПЛ                         | 31        | 6         | КА+КЛ              | 2+4                | 1+1                | ЛЧ                   | 10                   | 3                    | -             | -             | -             | 47     | 11     |
| 2016–17                    | «Манчестер Сіті»           | ПЛ                         | 33        | 7         | КА+КЛ              | 5+1                | 1+0                | ЛЧ                   | 7                    | 2                    | -             | -             | -             | 47     | 10     |
| 2017–18                    | «Манчестер Сіті»           | ПЛ                         | 33        | 18        | КА+КЛ              | 2+3                | 1+0                | ЛЧ                   | 8                    | 4                    | -             | -             | -             | 46     | 23     |
| 2018–19                    | «Манчестер Сіті»           | ПЛ                         | 34        | 17        | КА+КЛ              | 4+3                | 3+0                | ЛЧ                   | 10                   | 5                    | СА            | 0             | 0             | 51     | 25     |
| 2019–20                    | «Манчестер Сіті»           | ПЛ                         | 33        | 20        | КА+КЛ              | 4+5                | 1+3                | ЛЧ                   | 9                    | 6                    | СА            | 1             | 1             | 52     | 31     |
| 2020–21                    | «Манчестер Сіті»           | ПЛ                         | 31        | 10        | КА+КЛ              | 3+4                | 1+2                | ЛЧ                   | 11                   | 1                    | -             | -             | -             | 49     | 14     |
| 2021–22                    | «Манчестер Сіті»           | ПЛ                         | 30        | 13        | КА+КЛ              | 3+2                | 1+0                | ЛЧ                   | 12                   | 3                    | СА            | 0             | 0             | 47     | 17     |
| Усього за «Манчестер Сіті» | Усього за «Манчестер Сіті» | Усього за «Манчестер Сіті» | 225       | 91        |                    | 45                 | 15                 |                      | 68                   | 24                   |               | 1             | 1             | 339    | 131    |
| 2022–23                    | «Челсі»                    | ПЛ                         | 28        | 6         | КА+КЛ              | 0+1                | 0                  | ЛЧ                   | 9                    | 3                    | -             | -             | -             | 38     | 9      |
| 2023-24                    | «Челсі»                    | ПЛ                         | 8         | 3         | КА+КЛ              | 0+1                | 0                  | -                    | -                    | -                    | -             | -             | -             | 9      | 3      |
| Усього за кар'єру          | Усього за кар'єру          | Усього за кар'єру          | 356       | 118       |                    | 63                 | 20                 |                      | 95                   | 27                   |               | 1             | 1             | 515    | 166    |

### Статистика виступів за збірну
Станом на 8 жовтня 2023
| Дата       | Місто           | Господарі  | Результат               | Гості       | Турнір                                    | Голи | Примітки     |
| ---------- | --------------- | ---------- | ----------------------- | ----------- | ----------------------------------------- | ---- | ------------ |
| 14-11-2012 | Стокгольм       | Швеція     | 4 – 2                   | Англія      | товариський матч                          | -    | 86'          |
| 5-3-2014   | Лондон          | Англія     | 1 – 0                   | Данія       | товариський матч                          | -    | 86'          |
| 30-5-2014  | Лондон          | Англія     | 3 – 0                   | Перу        | товариський матч                          | -    | 66'          |
| 4-6-2014   | Маямі-Ґарденс   | Еквадор    | 2 – 2                   | Англія      | товариський матч                          | -    | 65' 67', 79' |
| 14-6-2014  | Манаус          | Англія     | 1 – 2                   | Італія      | ЧС 2014 - 1-й етап                        | -    | 90+2'        |
| 19-6-2014  | Сан-Паулу       | Уругвай    | 2 – 1                   | Англія      | ЧС 2014 - 1-й етап                        | -    | 64'          |
| 24-6-2014  | Белу-Оризонті   | Коста-Рика | 0 – 0                   | Англія      | ЧС 2014 - 1-й етап                        | -    | 62'          |
| 3-9-2014   | Лондон          | Англія     | 1 – 0                   | Норвегія    | товариський матч                          | -    |              |
| 8-9-2014   | Базель          | Швейцарія  | 0 – 2                   | Англія      | Відбір до ЧЄ 2016                         | -    |              |
| 9-10-2014  | Лондон          | Англія     | 5 – 0                   | Сан-Марино  | Відбір до ЧЄ 2016                         | -    | 46'          |
| 12-10-2014 | Таллінн         | Естонія    | 0 – 1                   | Англія      | Відбір до ЧЄ 2016                         | -    | 64'          |
| 15-11-2014 | Лондон          | Англія     | 3 – 1                   | Словенія    | Відбір до ЧЄ 2016                         | -    | 82' 85'      |
| 18-11-2014 | Глазго          | Шотландія  | 1 – 3                   | Англія      | товариський матч                          | -    | 67'          |
| 27-3-2015  | Лондон          | Англія     | 4 – 0                   | Литва       | Відбір до ЧЄ 2016                         | 1    | 80'          |
| 7-6-2015   | Дублін          | Ірландія   | 0 – 0                   | Англія      | товариський матч                          | -    | 66'          |
| 14-6-2015  | Любляна         | Словенія   | 2 – 3                   | Англія      | Відбір до ЧЄ 2016                         | -    |              |
| 8-9-2015   | Лондон          | Англія     | 2 – 0                   | Швейцарія   | Відбір до ЧЄ 2016                         | -    |              |
| 9-10-2015  | Лондон          | Англія     | 2 – 0                   | Естонія     | Відбір до ЧЄ 2016                         | 1    |              |
| 13-11-2015 | Аліканте        | Іспанія    | 2 – 0                   | Англія      | товариський матч                          | -    |              |
| 17-11-2015 | Лондон          | Англія     | 2 – 0                   | Франція     | товариський матч                          | -    | 68'          |
| 22-5-2016  | Манчестер       | Англія     | 2 – 1                   | Туреччина   | товариський матч                          | -    | 73'          |
| 27-5-2016  | Сандерленд      | Англія     | 2 – 1                   | Австралія   | товариський матч                          | -    | 76'          |
| 2-6-2016   | Лондон          | Англія     | 1 – 0                   | Португалія  | товариський матч                          | -    | 66'          |
| 11-6-2016  | Марсель         | Англія     | 1 – 1                   | Росія       | ЧЄ 2016 - 1-й етап                        | -    | 87'          |
| 16-6-2016  | Ленс            | Англія     | 2 – 1                   | Уельс       | ЧЄ 2016 - 1-й етап                        | -    | 46'          |
| 27-6-2016  | Ніцца           | Англія     | 1 – 2                   | Ісландія    | ЧЄ 2016 - 1/8 фіналу                      | -    | 60'          |
| 4-9-2016   | Трнава          | Словаччина | 0 – 1                   | Англія      | Відбір до ЧС 2018                         | -    | 71'          |
| 11-11-2016 | Лондон          | Англія     | 3 – 0                   | Шотландія   | Відбір до ЧС 2018                         | -    |              |
| 15-11-2016 | Лондон          | Англія     | 2 – 2                   | Іспанія     | товариський матч                          | -    | 29' 65'      |
| 26-3-2017  | Лондон          | Англія     | 2 – 0                   | Литва       | Відбір до ЧС 2018                         | -    | 60'          |
| 10-6-2017  | Глазго          | Шотландія  | 2 – 2                   | Англія      | Відбір до ЧС 2018                         | -    | 84'          |
| 13-6-2017  | Сен-Дені        | Франція    | 3 – 2                   | Англія      | товариський матч                          | -    |              |
| 1-9-2017   | Та-Калі         | Мальта     | 0 – 4                   | Англія      | Відбір до ЧС 2018                         | -    | 46'          |
| 4-9-2017   | Лондон          | Англія     | 2 – 1                   | Словаччина  | Відбір до ЧС 2018                         | -    | 83'          |
| 5-10-2017  | Лондон          | Англія     | 1 – 0                   | Словенія    | Відбір до ЧС 2018                         | -    | 85'          |
| 23-3-2018  | Амстердам       | Нідерланди | 0 – 1                   | Англія      | товариський матч                          | -    | 68'          |
| 27-3-2018  | Лондон          | Англія     | 1 – 1                   | Італія      | товариський матч                          | -    |              |
| 2-6-2018   | Лондон          | Англія     | 2 – 1                   | Нігерія     | товариський матч                          | -    | 52' 74'      |
| 18-6-2018  | Волгоград       | Туніс      | 1 – 2                   | Англія      | ЧС 2018 - груповий етап                   | -    | 68'          |
| 24-6-2018  | Нижній Новгород | Англія     | 6 – 1                   | Панама      | ЧС 2018 - груповий етап                   | -    |              |
| 3-7-2018   | Москва          | Колумбія   | 1 – 1 д.ч. (3 – 4 п.п.) | Англія      | ЧС 2018 - 1/8 фіналу                      | -    | 88'          |
| 7-7-2018   | Самара          | Швеція     | 0 – 2                   | Англія      | ЧС 2018 - Чвертьфінал                     | -    | 90+1'        |
| 11-7-2018  | Москва          | Хорватія   | 2 – 1 д.ч.              | Англія      | ЧС 2018 - Півфінал                        | -    | 74'          |
| 14-7-2018  | Санкт-Петербург | Бельгія    | 2 – 0                   | Англія      | ЧС 2018 - 3-тє місце                      | -    | 46'          |
| 12-10-2018 | Рієка           | Хорватія   | 0 – 0                   | Англія      | Ліга націй УЄФА 2018—2019 - груповий етап | -    | 72' 78'      |
| 15-10-2018 | Севілья         | Іспанія    | 2 – 3                   | Англія      | Ліга націй УЄФА 2018—2019 - груповий етап | 2    |              |
| 18-11-2018 | Лондон          | Англія     | 2 – 1                   | Хорватія    | Ліга націй УЄФА 2018—2019 - груповий етап | -    |              |
| 22-3-2019  | Лондон          | Англія     | 5 – 0                   | Чехія       | Відбір до ЧЄ 2020                         | 3    | 70'          |
| 25-3-2019  | Подгориця       | Чорногорія | 1 – 5                   | Англія      | Відбір до ЧЄ 2020                         | 1    |              |
| 6-6-2019   | Гімарайнш       | Нідерланди | 3 – 1 д.ч.              | Англія      | Ліга націй УЄФА 2018—2019 - Півфінал      | -    |              |
| 9-6-2019   | Гімарайнш       | Швейцарія  | 0 – 0 д.ч. (5 – 6 п.п.) | Англія      | Ліга націй УЄФА 2018—2019 - 3-тє місце    | -    | [ 26 ]       |
| 7-9-2019   | Лондон          | Англія     | 4 – 0                   | Болгарія    | Відбір до ЧЄ 2020                         | 1    | 71'          |
| 10-9-2019  | Саутгемптон     | Англія     | 5 – 3                   | Косово      | Відбір до ЧЄ 2020                         | 1    |              |
| 11-10-2019 | Прага           | Чехія      | 2 – 1                   | Англія      | Відбір до ЧЄ 2020                         | -    | 68'          |
| 14-10-2019 | Софія           | Болгарія   | 0 – 6                   | Англія      | Відбір до ЧЄ 2020                         | 2    | 73'          |
| 17-11-2019 | Pristina        | Косово     | 0 – 4                   | Англія      | Відбір до ЧЄ 2020                         | -    |              |
| 5-9-2020   | Рейк'явік       | Ісландія   | 0 – 1                   | Англія      | Ліга націй УЄФА 2020—2021 - груповий етап | 1    |              |
| 8-9-2020   | Копенгаген      | Данія      | 0 – 0                   | Англія      | Ліга націй УЄФА 2020—2021 - груповий етап | -    |              |
| 25-3-2021  | Лондон          | Англія     | 5 – 0                   | Сан-Марино  | Відбір до ЧС 2022                         | 1    | 46'          |
| 28-3-2021  | Тирана          | Албанія    | 0 – 2                   | Англія      | Відбір до ЧС 2022                         | -    |              |
| 31-3-2021  | Лондон          | Англія     | 2 – 1                   | Польща      | Відбір до ЧС 2022                         | -    | 90'          |
| 13-6-2021  | Лондон          | Англія     | 1 – 0                   | Хорватія    | ЧЄ 2020 - груповий етап                   | 1    | 90+2'        |
| 18-6-2021  | Лондон          | Англія     | 0 – 0                   | Шотландія   | ЧЄ 2020 - груповий етап                   | -    |              |
| 22-6-2021  | Лондон          | Чехія      | 0 – 1                   | Англія      | ЧЄ 2020 - груповий етап                   | 1    | 67'          |
| 29-6-2021  | Лондон          | Англія     | 2 – 0                   | Німеччина   | ЧЄ 2020 - 1/8 фіналу                      | 1    |              |
| 3-7-2021   | Рим             | Україна    | 0 – 4                   | Англія      | ЧЄ 2020 - Чвертьфінал                     | -    | 65'          |
| 7-7-2021   | Лондон          | Англія     | 2 – 1 д.ч.              | Данія       | ЧЄ 2020 - Півфінал                        | -    |              |
| 11-7-2021  | Лондон          | Італія     | 1 – 1 д.ч. (3 – 2 п.п.) | Англія      | ЧЄ 2020 - Фінал                           | -    |              |
| 2-9-2021   | Будапешт        | Угорщина   | 0 – 4                   | Англія      | Відбір до ЧС 2022                         | 1    | 56'          |
| 8-9-2021   | Варшава         | Польща     | 1 – 1                   | Англія      | Відбір до ЧС 2022                         | -    |              |
| 12-10-2021 | Лондон          | Англія     | 1 – 1                   | Угорщина    | Відбір до ЧС 2022                         | -    | 76'          |
| 12-11-2021 | Лондон          | Англія     | 5 – 0                   | Албанія     | Відбір до ЧС 2022                         | -    | 77'          |
| 26-3-2022  | Лондон          | Англія     | 2 – 1                   | Швейцарія   | товариський матч                          | -    | 61'          |
| 29-3-2022  | Лондон          | Англія     | 3 – 0                   | Кот-д'Івуар | товариський матч                          | 1    | 62'          |
| 7-6-2022   | Мюнхен          | Німеччина  | 1 – 1                   | Англія      | Ліга націй УЄФА 2022—2023 - груповий етап | -    |              |
| 11-6-2022  | Вулвергемптон   | Англія     | 0 – 0                   | Італія      | Ліга націй УЄФА 2022—2023 - груповий етап | -    | 79'          |
| 14-6-2022  | Вулвергемптон   | Англія     | 0 – 4                   | Угорщина    | Ліга націй УЄФА 2022—2023 - груповий етап | -    | 46'          |
| 23-9-2022  | Мілан           | Італія     | 1 – 0                   | Англія      | Ліга націй УЄФА 2022—2023 - груповий етап | -    |              |
| 26-9-2022  | Лондон          | Англія     | 3 – 3                   | Німеччина   | Ліга націй УЄФА 2022—2023 - груповий етап | -    | 66'          |
| 21-11-2022 | Доха            | Англія     | 6 – 2                   | Іран        | ЧС 2022 - груповий етап                   | 1    | 71'          |
| 25-11-2022 | Ель-Хаур        | Англія     | 0 – 0                   | США         | ЧС 2022 - груповий етап                   | -    | 68'          |
| 10-12-2022 | Ель-Хаур        | Англія     | 1 – 2                   | Франція     | ЧС 2022 - Чверть-фінал                    | -    | 79'          |
| Усього     |                 | Матчів     | 82                      |             | Голів                                     | 20   |              |

## Досягнення

### Командні
- Володар Кубка Ліги (5):

«Манчестер Сіті»: 2015-16, 2017-18, 2018-19, 2019-20, 2020-21
- Чемпіон Англії (4):

«Манчестер Сіті»: 2017-18, 2018-19, 2020-21, 2021-22
- Володар Суперкубка Англії (2):

«Манчестер Сіті»: 2018, 2019
- Володар Кубка Англії (1):

«Манчестер Сіті»: 2018-19
- Віце-чемпіон Європи: 2020

### Особисті
- Найкращий молодий футболіст Європи: 2014
- Футболіст року за версією Асоціації футбольних журналістів: 2019